# Elverta, California
Elverta, California (енгл. Elverta) насељено је место без административног статуса у америчкој савезној држави Калифорнија.

## Демографија
По попису из 2010. године број становника је 5.492.
| Група             | 2000.    | 2010.         |
| Белци             | 0 (0,0%) | 4.048 (73,7%) |
| Афроамериканци    | 0 (0,0%) | 117 (2,1%)    |
| Азијати           | 0 (0,0%) | 208 (3,8%)    |
| Хиспаноамериканци | 0 (0,0%) | 859 (15,6%)   |
| Укупно            | 0        | 5.492         |